# Łukasz Lutostański
Łukasz Lutostański (ur. 15 kwietnia 1973 w Bydgoszczy) – polski urzędnik, dyplomata, ekonomista, Konsul Generalny RP w Manchesterze (2013–2016) oraz Edynburgu (2021–2025).

## Życiorys
W 1997 ukończył studia na Wydziale Prawa i Administracji Uniwersytetu Warszawskiego oraz Warszawską Szkołę Zarządzania. Rok później ukończył aplikację dyplomatyczno-konsularną Ministerstwa Spraw Zagranicznych. W 2008 uzyskał na Akademii Leona Koźmińskiego stopień doktora nauk ekonomicznych w dyscyplinie nauk o zarządzaniu na podstawie rozprawy Strategie przedsiębiorstw małych mistrzów w warunkach luki konkurencyjnej (promotorka: Grażyna Gierszewska).
Pracował jako ekspert w Polskiej Fundacji Promocji i Rozwoju Małych i Średnich Przedsiębiorstw (1999–2000), gdzie odpowiadał za analizę stanu sektora małych i średnich przedsiębiorstw oraz opracowywał ekspertyzy prawne dla Sejmu. Od 2000 w Departamencie Dyplomacji Publicznej i Kulturalnej MSZ, gdzie odpowiadał za marketing polityczny, wizerunek Polski na etapie akcesji i później członkostwa w Unii Europejskiej. W latach 2007–2009 był radcą w Biurze Dyrektora Generalnego, odpowiadając za modernizację działalności MSZ. Do 2012 zajmował stanowisko dyrektora Biura Archiwum i Zarządzania Informacją MSZ. Opracował takie strony jak poland.gov.pl i 1956.pl. Od 2013 do 2016 był konsulem generalnym RP w Manchesterze. Po powrocie został dyrektorem Departamentu Dyplomacji Publicznej i Kulturalnej MSZ. Od marca 2020 dyrektor Departamentu Konsularnego MSZ. 21 sierpnia 2021 został konsulem generalnym w Edynburgu. Funkcję zakończył w 2025.
W latach 2000–2011 wykładał w Szkole Wyższej Psychologii Społecznej w Warszawie.
W 2019 został odznaczony Srebrnym Krzyżem Zasługi.
Żonaty, ma córkę i syna. Mówi po angielsku i rosyjsku.

## Publikacje książkowe
- Izabela Koładkiewicz, Łukasz Lutostański, Mali mistrzowie w działaniu: dobre praktyki w sektorze małych i średnich przedsiębiorstw, Warszawa: Wydawnictwo Wyższej Szkoły Przedsiębiorczości i Zarządzania im. Leona Koźmińskiego, 2004, ISBN 978-83-89437-34-1 [dostęp 2025-08-05]. Brak numerów stron w książce